# 카를 바이어슈트라스
카를 테오도어 빌헬름 바이어슈트라스(독일어: Karl Theodor Wilhelm Weierstraß, [ˈvaɪɐʃtʁaːs];, 1815년 10월 31일 ~ 1897년 2월 19일)는 독일의 수학자이다. 엡실론-델타 논법, 고른 수렴의 개념을 고안했으며 미적분학의 기초를 견고히 하고, 일변수 복소함수, 로그함수의 멱급수에 대한 이론을 정비하였고 극한의 개념을 엄밀하게 정의하는등의 업적을 남겼다.
해석학의 수론화로 알려진 방법으로 직관에만 기대지 않고 엄밀한 해석적 표현을 하려고 했다. 또한 급수가 수렴하는지 알아내는 방법을 개발했으며, 주기함수·실변수함수·타원함수·변분법이론 등의 발전에 이바지했다.

## 생애
파더본의 김나지움(고등학교)을 졸업하고 본 대학교에서 공무원이 되기 위해 1834년부터 1838년까지 법학과 회계학을 공부하지만 졸업장을 따지 못한 채 대학을 나와 뮌스터에서 아버지가 주선해 준 교사 자격 과정을 거쳐 김나지움의 선생으로 일한다. 뮌스터에서 바이어슈트라스는 크리스토프 구데르만에게 타원 함수에 대한 수업을 듣고 큰 흥미를 가졌다. 이후 연구가 수학계에 알려지자 베를린 대학교의 교수 자리로 초청을 받았다.
1850년 이후 병으로 고생했지만 그때 발표한 논문은 그에게 엄청난 부와 명예를 가져다 주었다. 1857년에는 베를린 대학교의 수학 학장이 된다. 그는 사망하기 전 3년 동안 움직일 수 없었으며 베를린에서 폐렴으로 죽었다.

## 같이 보기
- 바이어슈트라스 상수
- 바이어슈트라스 제타 함수
- 바이어슈트라스 시그마 함수